# Kallima spiridion
Kallima spiridion är en fjärilsart som beskrevs av Smith. Kallima spiridion ingår i släktet Kallima och familjen praktfjärilar. Inga underarter finns listade i Catalogue of Life.